# Fri (roman)
Fri (アウト auto?) är en deckare skriven av den japanska författaren Natsuo Kirino. Romanen publicerades på svenska år 2007 på Bra Böcker förlag, översatt från japanska av japanologen Lars Vargö.
En filmatisering av boken regisserad av Hirayama Hideyuki hade premiär 2002.

## Handling
Bokens handling kretsar kring fyra kvinnor som jobbar nattskift på en fabrik som gör färdigpackade matlådor i utkanten av Tokyo. Kvinnorna lever ekonomiskt kärva liv med små marginaler och är begränsade av förpliktelser i sina privatliv som de vill frigöra sig från, till exempel lån, äktenskap, omsorg av släktingar och barn. Yayoi lever med två söner som hon motvilligt lämnar hemma över natten när hon går till jobbet. Hon har en alkoholiserad och spelberoende man som är ansvarslös med familjens ekonomi och kommer hem sent på kvällarna. Yoshie som kallas morsan är en ensamstående mor och motvilligt förpliktigad till att ta hand om sin sängliggande svärmor i hemmet. Kuniko är en belånad och ansvarslös kvinna som är lämnad av sin man och som satt sig i skuld till flera lånehajar. Masako framstår som gruppens ledare och har kyliga relationer till sin man och enda son.
När Yayois man kommer hem en kväll och erkänner att han spelat bort alla deras pengar, förlorar hon fattningen och stryper honom till döds. Hon ber Masako om hjälp att göra sig av med kroppen, varpå Masako drar in Yoshie och Kuniko i det hela. Tillsammans styckar de kroppen och gör sig av med likdelarna i svarta sopsäckar som de slänger runt om i området.
Kort därefter upptäcker polisen några av soppåsarna med likdelar och identifierar snabbt att offret är Yayois man. Det tar inte lång tid innan den pressande situationen förändrar kvinnorna och anstränger deras relationer till varandra. Förr eller senare kommer någon att behöva ta på sig skulden för mordet. 

## Kritik
Fri erövrade Grand Prix for Crime Fiction (eng. "Mystery Writers of Japan Award), Japans förnämsta mysterieutmärkelse och var även finalist i engelsk version till Edgarpriset 2004.
Natsuo Kirino har fått beröm av engelska och brittiska medier för att ha gett en bild av det japanska samhällets baksida, och de samhällsproblem som fixeringen vid materiell konsumtion, skönhet och diskriminering mot japanska medborgare utan japanskt ursprung innebär. 